# Onciale 0272
- Papyrus
- Onciale
- Minuscules
- Lectionnaire

Le Codex 0272 (dans la numérotation Gregory-Aland), est un manuscrit du Nouveau Testament sur parchemin écrit en écriture grecque onciale.

## Description
Le codex se compose de 3 folios. Il est écrit en deux colonnes par page, de 26 lignes par colonne. Les dimensions du manuscrit sont 33 x 26 cm,. Les paléographes datent ce manuscrit du IXe siècle.
C'est un manuscrit contenant le texte de l'Évangile selon Luc (16,21-17,3(?).19-35(?); 19,15-31(?)). Le texte n'est pas toujours lisible.
Le texte du codex représenté est de type byzantin. Kurt Aland le classe en Catégorie V.
Lieu de conservation
Il est conservé à la British Library (Add. 31919, f. 22) à Londres,.